# Славинський Максим Антонович
Макси́м Анто́нович Слави́нський (Славінський; літературні псевдоніми — Лавінська, пан Максим, Соловінська, М. Головатий, С. Лавинський, М. Ставинський, Стависький, Пілад; нар. 12 (24) серпня 1868, Ставище, Таращанський повіт, Київська губернія, Російська імперія — пом. 23 листопада 1945, Київ, Українська РСР, СРСР) — громадський і політичний діяч Російської імперії, УНР і Чехословаччини. Насамперед відомий як літератор: поет, перекладач, публіцист, редактор журналів.
У часи Української революції 1917—1921 років був дипломатом і державним діячем. Зокрема, як тимчасовий представник Української Держави у Всевеликому Війську Донському (1918 року), міністр праці Української Держави у другому уряді Федора Лизогуба (1918 року) і посол УНР у Чехословаччині з 1919 року.
Після поразки УНР у радянсько-українській війні залишився в еміграції у Празі. Викладав в Українському педагогічному інституті імені Михайла Драгоманова і Українській господарській академії в Подєбрадах. Після Другої світової війни був арештований радянськими спецслужбами і перевезений у Лук'янівську в'язницю в Києві, де помер, не дочекавшись вироку. Посмертно реабілітований.

## Біографія
Народився в селі Ставищі Таращанського повіту Київської губернії, в сім'ї дрібної шляхти. Член літературного гуртка «Плеяда» («Література», «Літературна громадка»). Разом з Лесею Українкою перекладав поезії Генріха Гейне («Книга пісень») під псевдонімом «М.Стависький». Навчався в Другій київській гімназії.

### Редакторська кар'єра
Після закінчення юридичного (1887—1891) та історико-філологічного (1891—1895) факультету Імператорського університету Святого Володимира (нині — Київський національний університет імені Тараса Шевченка) жив у Катеринославі (нині — місто Дніпро), де редагував газету «Придніпровський край». Брав участь у діяльності Української радикально-демократичної партії, заснованої Михайлом Драгомановим.
1898 року переїхав до Санкт-Петербурга, став співредактором газет «Северный курьер», «Свобода и право», «Свободная мысль», секретарем журналу «Вестник Европы».
З початку 1904 він в Одесі редагував «Южные записки» — орган всеросійського революційного об'єднання, відомого під назвою «Союз освобождения», однак у листопаді 1904 року, напередодні війни царської Росії з Японією, його знову забрано до війська.
З 1905 року як представник української громади у Петербурзі активно співпрацював з депутатами-українцями першої Державної Думи, у 1906 році він редактор друкованого органу Української парламентарної громади і першої Державної Думи — «Український вісник» (рос. дореф. Украинскій вѣстникъ). Секретар вісника Дмитро Дорошенко.
Узяв активну участь у підготовці до видання у 1911 році шевченківського «Кобзаря» російською мовою з нагоди 50-ліття від дня смерті поета. Ця книга містила переклади 195 поезій (із 218, виданих перед 1911 роком) Шевченка, із них 111 перекладено Максимом Антоновичем самостійно. Славинський написав передмову про російські видання творів Шевченка, великий біографічний нарис про життя і творчу діяльність поета «Тарас Шевченко. Биографический очерк», про його внесок до української та світової культури. Йому ж належить і загальна редакція «Кобзаря».
У 1914—1916 видавець і технічний редактор першого довідника з українознавства «Український народ в його минулому та теперішньому» (рос. дореф. Украинскій народъ въ его прошломъ и настоящемъ), що вийшов у 2 томах у Петрограді.

### Українська революція
У березні 1917 року виступив співзасновником Української національної ради в Петрограді, член її виконавчого комітету. Представник Української Центральної Ради при Тимчасовому уряді. Обирався головою комісії з вироблення проекту перетворення Російської імперії у федерацію.
У вересні 1917 року представляв Тимчасовий уряд на З'їзд поневолених народів Росії в Києві.
У 1918 повернувся в Україну. Належав до Української партії соціалістів-федералістів.
З травня 1918 — член ради Міністерства закордонних справ Української держави, тимчасовий представник Української Держави на Дону.
24 жовтня — 14 листопада 1918 — міністр праці в другому уряді Федора Лизогуба.
У 1919 очолював дипломатичну місію Української Народної Республіки у Празі, що розташувалась спершу в готелі Централь на Гибернскої вулиці, потім в будинку глухонімих на вулиці Голечкової 104 и Шержикової 4.
Після Першої світової війни з'явилась низка так званих «окраїнних держав» в результаті розпаду Австро-Угорської, Османської, Німецької та Російської імперій і постало питання оборони їх національних інтересів. Це стало підставою для створення регіональних дипломатичних і військово-політичних союзів. На той час широко обговорювалося створення «Болто-Чорноморського союзу». Деякі українські державні діячі та дипломати того часу, зокрема Славинський, вважали, що УНР має стати його центром разом з: балтійськими і кавказькими країнами, Польщею, Румунським королівством та Кубанню. Невдовзі, у серпні 1920 року на так званій, Булдурській конференції, за участі Латвії, Литви, Естонії, Фінляндії, Польщі й УНР, відбулася спроба створення оборонного союзу, однак ідея не була реалізована в зв'язку рядом нездоланних розбіжностей в політиці учасників.

### Еміграція

Максим Славинський

Залишившись в еміграції в Чехословаччині, з 1923 року читав лекції з історії західноєвропейської літератури в Українському педагогічному інституті імені Михайла Драгоманова, працював на посаді професора новітньої історії в Українській господарській академії в Подєбрадах. Продовжував партійну діяльність, співпрацював з екзильним урядом УНР. У кінці 1925 року після конфлікту в середовищі соціалістів-федералістів втратив провідні позиції в партії. Займався перекладом класиків західноєвропейської літератури українською мовою й на ці кошти жив.
У 1929 році взяв активну участь у написанні Збірника пам'яті Симона Петлюри, що надрукований у Празі 1930 року накладом «Міжорганізаційного комітету для вшанування памяти Симона Петлюри». 7 травня 1937 року виступив у Паризькому географічному товаристві з доповіддю про національно-державні проблеми в СРСР (видано окремою книгою в Парижі 1938 року).
27 травня 1945 року заарештований ОКР СМЕРШ у Празі. Помер у Лук'янівській в'язниці в Києві 23 листопада 1945 року, не дочекавшись вироку трибуналу НКВД.
У 1993 році посмертно реабілітований.

## Творчість
У Катеринославі редагував газету «Придніпровський край», у Санкт-Петербурзі співредактор газет «Северный курьер», «Свобода и право», «Свободная мысль», був секретарем журналу «Вестник Европы», з 1906 року редагував «Український вісник» (рос. дореф. Украинскій вѣстникъ). Окрім того, під час життя в Одесі редагував «Южные записки».
Славинський — автор ліричних поезій, перекладів творів Генріха Гейне, Йоганна Вольфґанґ фон Ґете, Вільяма Шекспіра (сонети), перекладів вірші Шарля Бодлера та чеських поетів, серед яких Отокар Бржезіна, Ярослав Врхліцький, Ян Нечас, Йозеф Пелішек, Йозеф Сладек, публіцистики популярного курсу лекцій з історії України, книги «Национально-государственная проблема в СССР» (Париж, 1938). Укладач Збірника пам'яті Симона Петлюри.

## Родина та особисте життя
30 червня 1899 року одружився з Марією Сощиною (Славинською). Вона народилась 23 липня 1879 року в Старокостянтинові на Волині. Освіту здобула в Одеській гімназії (8 років навчання) та на Петербурзьких бестужевських вищих жіночих курсах (історико-філологічний факультет, 1901) — 4 роки навчання. На курсах і після їх закінчення присвятила себе вивченню мов — французької, англійської та німецької, а також іноземній літературі. Прослухала серію курсів з французької мови в паризькій Сорбонні, одночасно працювала над перекладами. Почала друкувати 1898 року і до 1918 року опублікувала в різних виданнях понад десяток книжок — белетричних та наукових перекладів. У 1919—1923 роках перебувала в Празі, працювала головним чином у львівських виданнях для дітей та для молоді. Тоді ж стала багато перекладати з української, переважно наукові праці, що друкувались у зарубіжних виданнях. У 1923 році була обрана на посаду лектора французької мови в Українській господарській академіїв Подєбрадах. Того ж таки року була обрана на посаду лектора англійської мови в Українському вільному університеті в Празі. Найбільша праця: «Французька мова», видання Українського технічно-господарського інституту (УТГІ) при УГА, 1933—1934. Померла 1958 року в Празі.
Правнучата племінниця Дубиківська Юлія Леонідівна (7 грудня 1972) — українська поетеса, що пише під псевдонімом «Кася Ясна».

## Вшанування пам'яті
У Києві існує вулиця Максима Славинського. Іменем Максима Славинського названа центральна площа в рідному Ставищі.
8 лютого 2018 року Верховна Рада України прийняла постанову про відзначення пам'ятних дат і ювілеїв у 2018 році, згідно з якою на державному рівні 24 серпня 2018 року відзначили 150-річчя від дня народження Славинського.
У ході деколонізації в м. Дніпро вулицю Красноводську 26 липня 2024 року перейменовано на вулицю Максима Славинського.